# کدیجه (روستا)
 کدیجه  به عربی ( الکدیجة )، روستایی است در دهستان اثاور از توابع استان رَیمه در کشور یمن در شبه جزیره عربستان.

## جمعیت
جمعیت آن (۸۰ ) نفر (۸ خانوار) می‌باشد.